# Serie A 2000-2001 (rugby a 15 femminile)
La Serie A 2000-01 fu il 10º campionato di rugby a 15 femminile di prima divisione organizzato dalla Federazione Italiana Rugby e il 17º assoluto.
Si tenne dal 19 novembre 2000 al 22 aprile 2001 tra 10 squadre divise in due gironi paritetici e a vincerlo fu — per la decima volta, consecutiva e assoluta — la sezione femminile del Benetton, le Red Panthers, che batté in finale il Messina alla sua seconda finale consecutiva.
Fu lo scudetto della stella ufficiale per Treviso, che già vantava sette titoli non contabilizzati nel palmarès tra il 1985 e il 1991, nel periodo in cui il campionato femminile non era sotto la giurisdizione della F.I.R. ma della UISP.
Il valore delle marcature, come stabilito dall’IRFB nel 1992, era: 5 punti per ciascuna meta (7 se trasformata), 3 punti per la realizzazione di ciascun calcio piazzato, idem per il drop.

## Formula
Le 10 squadre furono suddivise in due gironi paritetici da 5 squadre ciascuno.
Le prime due classificate di ogni girone accedettero alle semifinali in gara unica e campo neutro, in cui la prima di un girone incontrò la seconda classificata dell'altro.
La finale si tenne in gara unica allo stadio di Monigo a Treviso.

## Squadre partecipanti

### Girone A
- Grazia Deledda (Cagliari)
- Le Lupe (Piacenza)
- Red Panthers (Treviso)
- Riviera del Brenta (Mira)
- Roccia Rubano (Rubano)

### Girone B
- Messina
- CUS Roma
- Pesaro
- Perugia Ragazze
- Villa Pamphili (Roma)

## Stagione regolare

### Girone A
| 19-11-2000 | 1ª/6ª giornata        | 11-2-2001 |
| ---------- | --------------------- | --------- |
| 53-3       | Red Panthers — Roccia | 22-10     |
| 0-12       | Riviera — G. Deledda  | 12-26     |
| Rip.       | Le Lupe               |           |
|            |                       |           |

| 14-1-2001 | 4ª/9ª giornata       | 18-3-2001 |
| --------- | -------------------- | --------- |
| 35-0      | G. Deledda — Le Lupe | 37-5      |
| 15-27     | Riviera — Roccia     | 3-37      |
| Rip.      | Red Panthers         |           |

| 3-12-2000 | 2ª/7ª giornata            | 25-2-2001 |
| --------- | ------------------------- | --------- |
| 0-33      | G. Deledda — Red Panthers | 5-31      |
| 6-0       | Le Lupe — Riviera         | 0-27      |
| Rip.      | Roccia                    |           |
|           |                           |           |

| 28-1-2001 | 5ª/10ª giornata        | 25-3-2001 |
| --------- | ---------------------- | --------- |
| 0-85      | Le Lupe — Red Panthers | 3-81      |
| 46-0      | Roccia — G. Deledda    | 10-5      |
| Rip.      | Riviera                |           |

| 17-12-2000 | 3ª/8ª giornata         | 11-3-2001 |
| ---------- | ---------------------- | --------- |
| 87-10      | Red Panthers — Riviera | 66-13     |
| 47-0       | Roccia — Le Lupe       | 34-0      |
| Rip.       | Grazia Deledda         |           |

#### Classifica girone A
| Pos | Squadra            | G | V | N | P | PF  | PS  | DP   | Pt |
| --- | ------------------ | - | - | - | - | --- | --- | ---- | -- |
| 1   | Red Panthers       | 8 | 8 | 0 | 0 | 458 | 44  | +414 | 16 |
| 2   | Roccia Rubano      | 8 | 6 | 0 | 2 | 214 | 98  | +116 | 12 |
| 3   | Grazia Deledda     | 8 | 4 | 0 | 4 | 120 | 137 | −17  | 8  |
| 4   | Riviera del Brenta | 8 | 1 | 0 | 7 | 80  | 261 | −181 | 2  |
| 5   | Le Lupe            | 8 | 1 | 0 | 7 | 14  | 346 | −332 | 2  |

### Girone B
| 19-11-2000 | 1ª/6ª giornata           | 11-2-2001 |
| ---------- | ------------------------ | --------- |
| 20-12      | CUS Roma — Perugia       | 14-7      |
| 5-42       | Villa Pamphilj — Messina | 0-96      |
| Rip.       | Pesaro                   |           |
|            |                          |           |

| 14-1-2001 | 4ª/9ª giornata          | 18-3-2001 |
| --------- | ----------------------- | --------- |
| 26-10     | Messina — Perugia       | 24-29     |
| 27-64     | Villa Pamphilj — Pesaro | 42-17     |
| Rip.      | CUS Roma                |           |

| 3-12-2000 | 2ª/7ª giornata     | 25-2-2001 |
| --------- | ------------------ | --------- |
| 33-7      | Messina — CUS Roma | 24-11     |
| 82-0      | Perugia — Pesaro   | 63-0      |
| Rip.      | Villa Pamphilj     |           |
|           |                    |           |

| 28-1-2001 | 5ª/10ª giornata          | 25-3-2001 |
| --------- | ------------------------ | --------- |
| 7-37      | Pesaro — CUS Roma        | 19-15     |
| 44-5      | Perugia — Villa Pamphilj | 53-5      |
| Rip.      | Messina                  |           |

| 17-12-2000 | 3ª/8ª giornata            | 11-3-2001 |
| ---------- | ------------------------- | --------- |
| 50-5       | CUS Roma — Villa Pamphilj | 5-5       |
| 0-0        | Pesaro — Messina          | 0-98      |
| Rip.       | Perugia                   |           |

#### Classifica girone B
| Pos | Squadra         | G | V | N | P | PF  | PS  | DP   | Pt |
| --- | --------------- | - | - | - | - | --- | --- | ---- | -- |
| 1   | Messina         | 8 | 6 | 1 | 1 | 343 | 62  | +281 | 13 |
| 2   | Perugia Ragazze | 8 | 5 | 0 | 3 | 300 | 94  | +206 | 10 |
| 3   | CUS Roma        | 8 | 4 | 1 | 3 | 159 | 112 | +47  | 9  |
| 4   | Pesaro          | 8 | 2 | 1 | 5 | 107 | 364 | −257 | 5  |
| 5   | Villa Pamphili  | 8 | 1 | 1 | 6 | 94  | 371 | −277 | 3  |

## Fase aplay-off
|  | Semifinali      | Semifinali      | Semifinali |         |              | Finale       | Finale | Finale |  |
|  |                 |                 |            |         |              |              |        |        |  |
|  | Red Panthers    | Red Panthers    | 68         |         |              |              |        |        |  |
|  | Red Panthers    | Red Panthers    | 68         |         |              |              |        |        |  |
|  | Perugia Ragazze | Perugia Ragazze | 7          |         |              |              |        |        |  |
|  | Perugia Ragazze | Perugia Ragazze | 7          |         | Red Panthers | Red Panthers | 28     |        |  |
|  |                 |                 |            |         | Red Panthers | Red Panthers | 28     |        |  |
|  |                 |                 | Messina    | Messina | 9            |              |        |        |  |
|  | Messina         | Messina         | Messina    | Messina | 9            | ?            |        |        |  |
|  | Messina         | Messina         |            |         |              |              |        |        |  |
|  | Roccia Rubano   | Roccia Rubano   | ?          |         |              |              |        |        |  |

### Semifinali
| Firenze 15 aprile 2001 | Red Panthers | 68 – 7 | Perugia Ragazze |  |

| 15 aprile 2001 | Messina | ? – ? | Roccia Rubano |  |

### Finale
| Arbitro: | Schold (Livorno) |

| |              | |
| Sartorato 23’ Agostinelli 39’ Zanetti 48’ L. Stefan 51’ Nave 60’ | mt           | |
| Zanetti 15’ | c.p.         | 4’, 43’ N. Gerbasi 46’ Meurer |
| · Nave · Bisetto · Collodo · 41’ Pavan · 59’ Bagattin · Zanetti · 78’ Facchini · 68’ Agostinelli · Sartorato · 70’ Bado · Franceschin · Candian · Breda · L. Stefan · 68’ Corbanese | Formazioni   | · N. Gerbasi · Privitera · Fornaro · Avaiki · Parisi · Meurer · Meek 40’ · Su’a · Maggiore · Campanella · Di Pietro · Messina · Sanfilippo · F. Gerbasi · Abate |
| · 41’ Peron · 59’ Colusso · 68’ Rossetti · 68’ Franchi · 70’ Bianco · 78’ Mestriner                                                                                                 | Sostituzioni | · Amore 40’ |
| Antonella Rossetti | Allenatori   | Sayonara Su'a |

## Verdetti
- Red Panthers: campione d'Italia